# Bankvanttal
Bankvanttal eller azimutalt kvanttal, betecknat l eller ℓ, är ett av de kvanttal som beskriver en elektron i en atomorbital.
Bankvanttalet beskriver rörelsemängdsmomentet. Det är noll eller ett positivt heltal och alltid strikt mindre än huvudkvanttalet n. ℓ-kvanttalet ger upphov till underskal, som för ℓ = 0, 1, 2 och 3 betecknas med bokstäverna s, p, d och f.